# Ковалевич, Владислав Васильевич
Владислав Васильевич Ковалевич (бел. Уладзіслаў Васільевіч Кавалевіч; род. 4 августа 2000, Гомель) — белорусский футболист, защитник клуба «Слуцк».

## Карьера

### «Химик» Светлогорск
Воспитанник футбольной академии «Гомеля». В апреле 2020 года футболист присоединился к светлогорскому «Химику». Дебютировал за клуб 17 апреля 2020 года в матче против гомельского «Локомотива», выйдя на поле в стартовом составе. Футболист сразу же стал одним из ключевых игроков основного состава светлогорского клуба. По итогу вместе с клубом занял последнее место в чемпионате, отправившись затем в стыковые матчи. В ответном матче 5 декабря 2020 года против «Молодечно-2018» отличился результативной передачей, а также по сумме матчей сохранил прописку в Первой лиге. Однако затем клуб прекратил своё существование и футболист получил статус свободного агента.

### «Арсенал» Дзержинск
В феврале 2021 года футболист перешёл в дзержинский «Арсенал». Дебютировал за клуб 6 апреля 2021 года в четвертьфинальном матче Кубка Беларуси против жодинского «Торпедо-БелАЗ». Первый матч в Первой лиге за клуб сыграл 18 апреля 2021 года против петриковского «Шахтёра», выйдя на замену на 79 минуте. Дебютный гол за клуб забил 9 мая 2021 года в матче против «Барановичей». Футболист быстро закрепился в основной команде дзержинского клуба, однако преимущественно выходил на поле со скамейки запасных. По итогу сезона стал победителем Первой лиги. Сам же футболист отличился 3 забитыми голами и результативной передачей во всех турнирах.

#### Аренда в «Сморгонь»
В марте 2022 года на правах арендного соглашение присоединился к «Сморгони». Дебютировал за клуб 10 апреля 2022 года в матче против «Слонима-2017». Футболист сразу же стал одним из ключевых игроков основной команды сморгонского клуба. По итогу сезона стал серебряным призёром Первой лиги. По окончании арендного соглашения футболист покинул клуб.

### «Сморгонь»
В феврале 2023 года футболист на полноценной основе перешёл в «Сморгонь». Свой дебютный матч в рамках Высшей лиги сыграл 14 апреля 2023 года против мозырской «Славии», выйдя на замену на 62 минуте. Первым результативным действием в сезоне футболист отличился 1 октября 2023 года в матче против гродненского «Немана», отдав голевую передачу. На протяжении всего сезона футболист был в клубе одним из ключевых игроков, отличившись 3 результативными передачами. По итогу сезона вместе с клубом смог сохранить прописку в высшем дивизионе.

### «Слуцк»
В январе 2024 года футболист на правах свободного агента перешёл в «Слуцк». Дебютировал за клуб футболист 17 марта 2024 года в матче против «Гомеля», выйдя на замену на 67 минуте.

## Достижения
«Арсенал» Дзержинск
- Победитель Первой лиги: 2021